# Herbeuval
Herbeuval ist eine französische Gemeinde mit 124 Einwohnern (Stand: 1. Januar 2022) im Département Ardennes in der Région Grand Est. Die Gemeinde gehört zum Arrondissement Sedan und zum Kanton Carignan. 

## Geografie
Herbeuval liegt etwa 39 Kilometer ostsüdöstlich des Stadtzentrums von Sedan in den Argonnen nahe der Grenze zu Belgien. Umgeben wird Herbeuval von den Nachbargemeinden Margny im Norden, Breux im Osten, Thonne-le-Thil im Süden, Signy-Montlibert im Südwesten sowie Sapogne-sur-Marche im Westen.

## Bevölkerungsentwicklung
| 1962                      | 1968 | 1975 | 1982 | 1990 | 1999 | 2006 | 2011 | 2016 |
| ------------------------- | ---- | ---- | ---- | ---- | ---- | ---- | ---- | ---- |
| 161                       | 140  | 110  | 91   | 77   | 79   | 81   | 99   | 116  |
| Quelle: Cassini und INSEE |      |      |      |      |      |      |      |      |

## Sehenswürdigkeiten

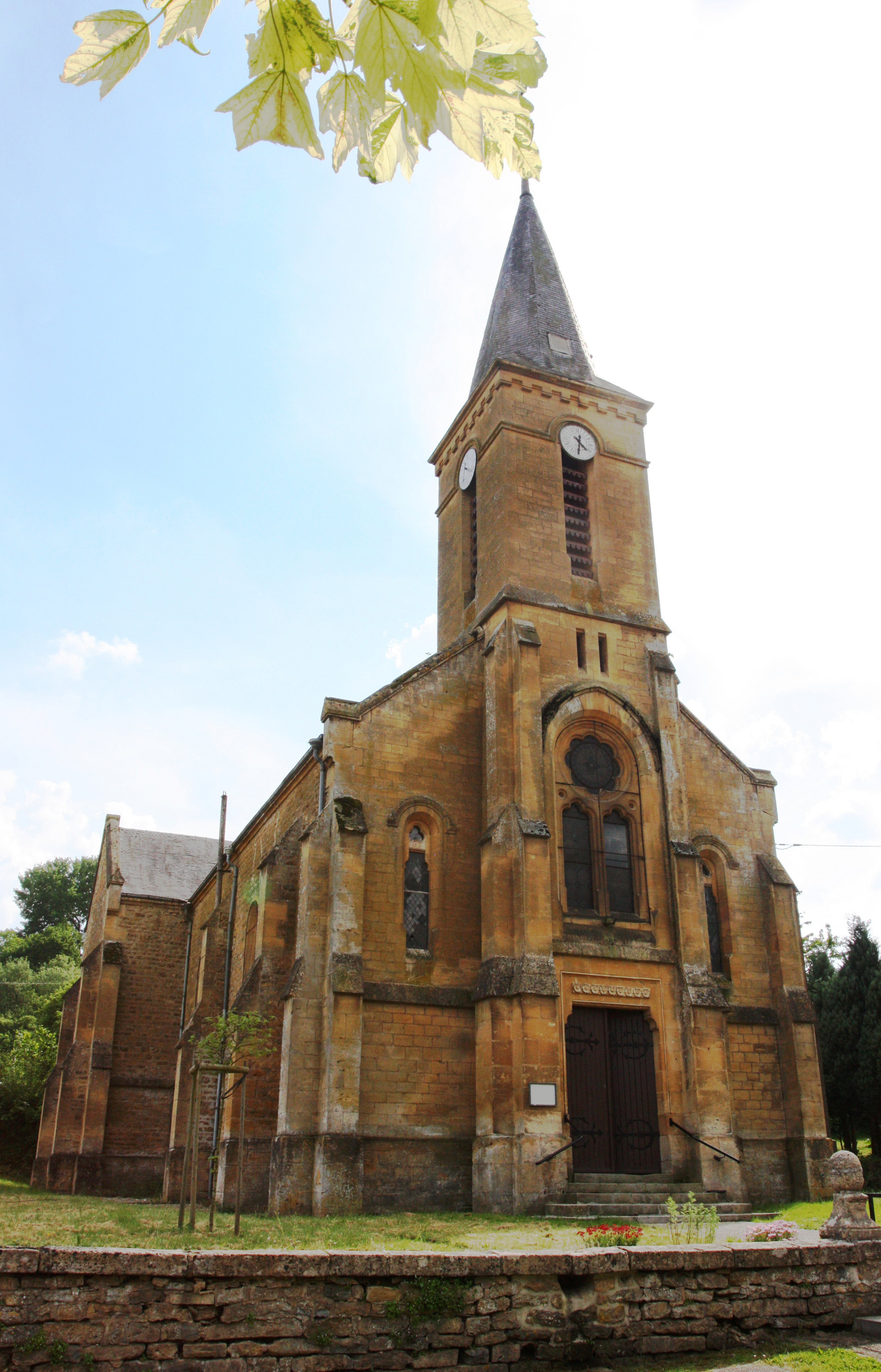
Kirche Saint-Michel

- Kirche Saint-Michel